# I’m Sorry I’m Leaving
| Оценки критиков | Оценки критиков |
| Источник        | Оценка          |
| --------------- | --------------- |
| AllMusic        | [ 1 ]           |

I’m Sorry I’m Leaving (с англ. — «Мне жаль, я ухожу») — мини-альбом американской рок-группы Saves the Day, выпущенный 1 июля 1999 года лейблом Immigrant Sun Records. 
Данный релиз примечателен тем, что в отличие от предыдущей работы группы — Can’t Slow Down (1998 г.), I’m Sorry I’m Leaving отличается более лёгким акустическим звучанием.

## Предыстория
Saves the Day образовалась в конце 1997 года. Их дебютный альбом Can’t Slow Down был выпущен лейблом Equal Vision Records в августе 1998 года. Альбом помог группе обзавестись поклонниками, но только в районе Нью-Джерси. Группа продвигала альбом, участвуя в двух турах, которые помогли ей расширить свою фан-базу. Состав Saves the Day во время тура в поддержку Can’t Slow Down менялся трижды, в результате чего вокалист Крис Конли и барабанщик Брайан Ньюман остались единственными оригинальными участниками.

## Запись
Запись и сведение I’m Sorry I’m Leaving проходила в подвале дома родителей Криса Конли в Нью-Джерси в марте 1999 года; Shoulder to the Wheel Studio — условное название. Мастеринг проходил в Metropolis Mastering Ltd.

## Выпуск
Мини-альбом I’m Sorry I’m Leaving был выпущен на лейбле Immigrant Sun Records 1 июля 1999 года. Помимо нового материала, мини-альбом содержит кавер на песню группы Modern English «I Melt with You».

## Список композиций
Слова и музыка всех песен — Крис Конли, за исключением «I Melt with You» — Ричард Браун, Майкл Конрой, Робби Грей, Гэри Макдауэлл и Стивен Уокер.
| №                   | Название                                                     | Длительность |
| ------------------- | ------------------------------------------------------------ | ------------ |
| 1.                  | «I'm Sorry I'm Leaving»                                      | 2:48         |
| 2.                  | «Hold»                                                       | 2:22         |
| 3.                  | «Jessie & My Whetstone»                                      | 2:06         |
| 4.                  | «Take Our Cars Now!»                                         | 2:38         |
| 5.                  | «I Melt with You» (кавер-версия песни группы Modern English) | 2:57         |
| Общая длительность: | Общая длительность:                                          | 12:47        |

| №                   | Название                   | Длительность |
| ------------------- | -------------------------- | ------------ |
| 1.                  | «I'm Sorry I'm Leaving»    | 2:50         |
| 2.                  | «Hold»                     | 2:24         |
| 3.                  | «The Way His Collar Falls» | 2:39         |
| Общая длительность: | Общая длительность:        | 7:52         |

## Участники записи[5]
| Saves the Day - Крис Конли — вокал - Дэвид Солоуэй — соло-гитара - Тед Александер — ритм-гитара - Эбен Д’Амико — бас-гитара - Брайан Ньюман — барабаны | Производственный персонал - Марк «M.J.R.» Ричардсон — мастеринг Художественное оформление - Шон Мэллинсон — дизайн |